# Nikolay Kirov
Pour les articles homonymes, voir Kirov.
Nikolaï Ivanovitch Kirov (en russe : Николай Иванович Киров), né le 22 novembre 1957 à Strechyn, en RSS de Biélorussie (Union soviétique) est un athlète soviétique, médaillé de bronze sur 800 m aux Jeux olympiques d'été de 1980. 

## Palmarès

### Jeux olympiques
- Jeux olympiques d'été de 1980 à Moscou ( Union soviétique)
  -  Médaille de bronze sur 800 m

### Championnats d'Europe d'athlétisme
- Championnats d'Europe d'athlétisme de 1982 à Athènes (GRE)
  -  Médaille d'argent sur 1 500 m